# Charles Haubiel
Charles Trowbridge Haubiel (* 30. Januar 1892 in Delta, Ohio; † 26. August 1978 in Los Angeles) war ein US-amerikanischer Komponist und Pianist.

## Leben und Werk
Charles Haubiel gab sein pianistisches Debüt im Alter von 14 Jahren am New York College of Music. Von 1909 bis 1913 studierte er in Europa bei Rudolf Ganz (Klavier) und Alexander von Fielitz (Theorie). 1913 kehrte er in die Vereinigten Staaten zurück, um mit dem tschechischen Geiger Jaroslav Kocian zu touren. Nach Lehrtätigkeiten in Oklahoma City am Kingfisher College und dem Musical Arts Institute (1913–17) diente er während des Ersten Weltkriegs in Frankreich und kehrte 1919 nach New York zurück, um bei Rosario Scalero (Komposition) und Modest Altschuler (Orchestrierung) zu studieren. Von 1920 bis 1930 unterrichtete er Klavier am Institute of Musical Art in New York, nahm selbst Klavierunterricht bei Josef und Rosina Lhévinne (1928–31) und lehrte von 1923 bis 1947 Komposition und Theorie an der New York University. 1935 gründete er die Composer’s Press und fungierte bis 1966 als deren Präsident. In den 1960er-Jahren übersiedelte er nach Kalifornien.
Haubiels kompositorisches Schaffen umfasst drei Opern, etwa 20 Orchester- sowie zahlreiche Solo-, Chor- und Kammermusikwerke. 1928 gewann er mit seinen Orchestervariationen Karma den ersten Preis der Teilnahmezone Amerika/USA beim Internationalen Schubert-Wettbewerb. Zu seinen weiteren Auszeichnungen zählen der Gewinn des Swift Symphonic Contest (für Portraits, 1935) und der New York Philharmonic Symphony Contest Award (für die Passacaglia aus Solari, 1938).
In der Musik von Haubiel verbinden sich neoromantische und impressionistische Elemente.